# Голльбек, Бьярне
Бьярне Голльбек (дат. Bjarne Goldbæk; род. 6 октября 1968, Копенгаген) — датский футболист, выступавший на позиции атакующего полузащитника. Известен по выступлениям за «Кайзерслаутерн», «Челси» и сборную Дании. Участник чемпионата мира 1998 и чемпионата Европы 2000 годов.

## Клубная карьера
Голльбек родился в Копенгагене и начал свою карьеру в молодёжной команде клуба «Б 1901». В 1987 году он подписал контракт с командой первого дивизиона датского чемпионата «Нествед». Отыграв полгода за клуб Бьярне принял приглашение немецкого «Шальке 04». Он быстро закрепился в основе и получил вызов в национальную команду. В 1989 году Голльбек перешёл в «Кайзерслаутерн», с которым выиграл Бундеслигу в 1991 году. Перед тем, как вернуться на родину Бьярне три сезона провёл выступая за «Теннис-Боруссию» и «Кёльн». В 1996 году он подписал контракт со столичным «Копенгагеном». В том же году Голльбек выиграл с командой Кубок Дании, а в 1998 был признан лучшим футболистом команды по итогам сезона.
В Кубке Кубков против лондонского «Челси» Бьярне забил гол. В 1998 году «аристократы» решили приобрести Голльбека и он стал частью сделки по переходу в «Копенгаген» легендарного Бриана Лаудрупа. Бьярне показывал качественный футбол, но не был в фаворитах у тренера Джанлуки Виалли и в 2000 году был продан в «Фулхэм». Для «дачников» Голльбек стал ключевым футболистом на несколько сезонов определив игру клуба, в сезоне 2000/2001 года он помог клубу вернуться в Премьер-лигу. Со сменой тренера Бьярне потерял место в основе и покинул команду в 2003 году. Он вернулся в Германию, где в качестве капитана провёл два сезона за «Рот-Вайсс». В 2005 году Голльбек завершил карьеру.

## Международная карьера
18 ноября 1987 года в матче против сборной Германии Голльбек дебютировал за сборную Дании. Он привлекался в сборную на отборочные турниры чемпионатов мира 1994, 2002 годов, а также Евро-92, правда в финальных стадиях не участвовал. В 1998 году Бьярне попал в заявку на участие в  чемпионате мира во Франции. На турнире он был запасным и не принял участия ни в одном матче. В 2000 году Голльбек поехал с национальной командой на чемпионат Европы в Бельгии и Нидерландах. На турнире он сыграл в одном матче против сборной Чехии.

## Статистика

### Матчи Голльбека за сборную Дании
| Матчи Голльбека за сборную Дании | Матчи Голльбека за сборную Дании | Матчи Голльбека за сборную Дании | Матчи Голльбека за сборную Дании | Матчи Голльбека за сборную Дании | Матчи Голльбека за сборную Дании                                |
| -------------------------------- | -------------------------------- | -------------------------------- | -------------------------------- | -------------------------------- | --------------------------------------------------------------- |
| №                                | Дата                             | Соперник                         | Счёт                             | Голы Голльбека                   | Соревнование                                                    |
| 1                                | 18 ноября 1987                   | ФРГ                              | 0:1                              | —                                | Олимпийские игры 1988 (отбор)                                   |
| 2                                | 9 апреля 1991                    | Болгария                         | 1:1                              | —                                | Товарищеский матч                                               |
| 3                                | 1 мая 1991                       | Югославия                        | 2:1                              | —                                | Чемпионат Европы 1992 (отбор)                                   |
| 4                                | 5 июня 1991                      | Австрия                          | 2:1                              | —                                | Чемпионат Европы 1992 (отбор)                                   |
| 5                                | 18 ноября 1992                   | Северная Ирландия                | 1:0                              | —                                | Чемпионат мира 1994 (отбор)                                     |
| 6                                | 24 февраля 1993                  | Аргентина                        | 1:1 (4:5 пен.)                   | —                                | Кубок Артемио Франки 1993                                       |
| 7                                | 14 апреля 1993                   | Латвия                           | 2:0                              | —                                | Чемпионат мира 1994 (отбор)                                     |
| 8                                | 2 июня 1993                      | Албания                          | 4:0                              | —                                | Чемпионат мира 1994 (отбор)                                     |
| 9                                | 1 сентября 1996                  | Словения                         | 2:0                              | —                                | Чемпионат мира 1998 (отбор)                                     |
| 10                               | 9 октября 1996                   | Греция                           | 2:1                              | —                                | Чемпионат мира 1998 (отбор)                                     |
| 11                               | 25 марта 1998                    | Шотландия                        | 1:0                              | —                                | Товарищеский матч                                               |
| 12                               | 19 августа 1998                  | Чехия                            | 0:1                              | —                                | Товарищеский матч                                               |
| 13                               | 27 марта 1999                    | Италия                           | 1:2                              | —                                | Чемпионат Европы 2000 (отбор)                                   |
| 14                               | 28 апреля 1999                   | ЮАР                              | 1:1                              | —                                | Товарищеский матч                                               |
| 15                               | 5 июня 1999                      | Беларусь                         | 1:0                              | —                                | Чемпионат Европы 2000 (отбор)                                   |
| 16                               | 9 июня 1999                      | Уэльс                            | 2:0                              | —                                | Чемпионат Европы 2000 (отбор)                                   |
| 17                               | 18 августа 1999                  | Нидерланды                       | 0:0                              | —                                | Товарищеский матч                                               |
| 18                               | 4 сентября 1999                  | Швейцария                        | 2:1                              | —                                | Чемпионат Европы 2000 (отбор)                                   |
| 19                               | 8 сентября 1999                  | Италия                           | 3:2                              | —                                | Чемпионат Европы 2000 (отбор)                                   |
| 20                               | 10 октября 1999                  | Иран                             | 0:0                              | —                                | Товарищеский матч                                               |
| 21                               | 13 ноября 1999                   | Израиль                          | 5:0                              | —                                | Чемпионат Европы 2000 (отбор)                                   |
| 22                               | 29 марта 2000                    | Португалия                       | 1:2                              | —                                | Товарищеский матч                                               |
| 23                               | 3 июня 2000                      | Бельгия                          | 2:2                              | —                                | Товарищеский матч                                               |
| 24                               | 21 июня 2000                     | Чехия                            | 0:2                              | —                                | Чемпионат Европы 2000                                           |
| 25                               | 16 августа 2000                  | Фарерские острова                | 2:0                              | —                                | Чемпионат Северной Европы 2000—2001                             |
| 26                               | 2 сентября 2000                  | Исландия                         | 2:1                              | —                                | Чемпионат мира 2002 (отбор) Чемпионат Северной Европы 2000—2001 |
| 27                               | 24 марта 2001                    | Мальта                           | 5:0                              | —                                | Чемпионат мира 2002 (отбор)                                     |
| 28                               | 25 апреля 2001                   | Словения                         | 3:0                              | —                                | Товарищеский матч                                               |

Итого: 28 матчей / 0 голов; 17 побед, 5 ничьих, 6 поражений.

## Достижения
Командные
«Кайзерслаутерн»
- Чемпионат Германии по футболу — 1990/1991
- Обладатель Кубка Германии — 1990
- Обладатель Суперкубка Германии — 1991

«Копенгаген»
- Обладатель Кубка Дании — 1996/1997